# 中华人民共和国特大城市列表
特大城市是中华人民共和国行政区划体系中城市分类之一。2014年11月，中国国务院发布《关于调整城市规模划分标准的通知》，城区（在市辖区和不设区的市，区、市政府驻地的实际建设连接到的居民委员会所辖区域和其他区域，不包括镇区和乡村）常住人口500万以上1000万以下的城市为特大城市。根据住房和城乡建设部于2023年10月公布的信息，截至2023年，全国共有特大城市9个，分别为西安、郑州、南京、济南、合肥、沈阳、青岛、长沙、苏州；其中西安和郑州也是国家中心城市。

## 历史
2014年3月16日，国务院出台《国家新型城镇化规划（2014－2020年）》，将市辖区常住总人口超过500万的城市定义为特大城市，100—500万的城市定义为大城市。根据2010年第六次全国人口普查数据，截至2013年底，按市辖区（现行行政区划口径）常住总人口计算，中国大陆有特大城市17座，其中2000万以上1座，1000—2000万6座，500—1000万10座。
先前，根据中国已废止的《城市规划法》，在中国大陆，市辖区非农业户籍人口或城镇常住人口超过100万的城市为特大城市（其中超过200万的为超大城市），50—100万为大城市，20—50万为中等城市，10—20万为小城市，不满10万的为城镇。但由于《城市规划法》已经于2008年1月1日废止，该标准也失去了法律依据。

## 列表
根据中华人民共和国国务院于2014年11月发布的《关于调整城市规模划分标准的通知》，城区（该通知所定义的城区是指在市辖区和不设区的市，区、市政府驻地的实际建设连接到的居民委员会所辖区域和其他区域）常住人口500万以上、1000万以下的城市为特大城市。
常住人口包括：居住在本乡镇街道，且户口在本乡镇街道或户口待定的人；居住在本乡镇街道，且离开户口登记地所在的乡镇街道半年以上的人；户口在本乡镇街道，且外出不满半年或在境外工作学习的人。
过去一些被归为特大城市的城市，因其城区总人口超过1000万人，现被归为超大城市。
| 排名 | 城市   | 所屬省市 | 城区常住人口（万人） | 级别     |
| ---- | ------ | -------- | -------------------- | -------- |
| 1    | 上海市 | 上海市   | 2475                 | 超大城市 |
| 2    | 北京市 | 北京市   | 1912                 | 超大城市 |
| 3    | 深圳市 | 廣東省   | 1766                 | 超大城市 |
| 4    | 重庆市 | 重慶市   | 1617                 | 超大城市 |
| 5    | 广州市 | 廣東省   | 1369                 | 超大城市 |
| 6    | 成都市 | 四川省   | 1257                 | 超大城市 |
| 7    | 天津市 | 天津市   | 1160                 | 超大城市 |
| 8    | 东莞市 | 廣東省   | 1082                 | 超大城市 |
| 9    | 武汉市 | 湖北省   | 1080                 | 超大城市 |
| 10   | 杭州市 | 浙江省   | 1002                 | 超大城市 |
| 11   | 南京市 | 江蘇省   | 854                  | 特大城市 |
| 12   | 西安市 | 陕西省   | 770                  | 特大城市 |
| 13   | 郑州市 | 河南省   | 766                  | 特大城市 |
| 14   | 济南市 | 山东省   | 662                  | 特大城市 |
| 15   | 合肥市 | 安徽省   | 650                  | 特大城市 |
| 16   | 沈阳市 | 辽宁省   | 600                  | 特大城市 |
| 17   | 青岛市 | 山东省   | 583                  | 特大城市 |
| 18   | 长沙市 | 湖南省   | 520                  | 特大城市 |
| 19   | 苏州市 | 江苏省   | 500                  | 特大城市 |

### 引用
1. ↑  国务院印发《关于调整城市规模划分标准的通知》  （页面存档备份，存于），中国中央政府门户网站
2. 1 2  . 2023-10-13  [2023-12-09]. （原始内容存档于2023-11-24）.
3. ↑  .   [2014-08-16]. （原始内容存档于2014-08-19）.
4. ↑  www.njdpc.gov.cn/jcck/ztzl/201403/P020140329344413706462.docx
5. ↑  根据《2013年武汉统计公报》，武汉市辖区常住人口已超1000万 http://news.163.com/13/0304/04/8P3JBVA600014AED.html （页面存档备份，存于）